# Лионская и Западно-Европейская епархия
Лионская и Западно-Европейская епархия — православная епархия в Западной Европе в юрисдикции неканонической РПЦЗ (Агафангела) с центром в Лионе во Франции.

## История
В мае 2007 года, в связи с восстановлением общения между Русской православной церковью заграницей и Московским патриархатом, ряд приходов не подчинились данному решению и присоединились к Временному Высшему Церковному Управлению Русской православной церкви заграницей, учреждённому епископом Агафангелом (Пашковским). В Западной Европе среди присоединившихся к епископу Анафангелу упоминается иерей Сергий Турчик.
11 июля 2007 года указом № 001 Временное Высшее Церковное Управление РПЦЗ постановило приходы на территории Европы и Британии временно подчинить Председателю ВВЦУ.
16 июня 2010 года, в связи с присоединением из РИПЦ к РПЦЗ(А) епископа Иринея (Клипенштейна) вместе с Свято-Николаевским храмом в Лионе, приходы в Западной Европе были переданы в его временное управление. 17 сентября 2010 года Ириней (Клипенштейн) так описывал ситуацию в епархии: он прилагал усилия «наладить приходскую жизнь и пастырское окормление в Страсбурге, где происками Московской патриархии наша община лишена молитвенного помещения и умалилась числом до десятка верующих. Подобная ситуация наблюдается в Каннах. Несколько легче обстоят дела в Берне, где благодаря гостеприимству и жертвенным усилиям раба Божия Андрея сохраняется возможность совершать богослужение. Есть перспективы для создания общин в Дижоне (Франция) и Бонне (Германия). Остро ощущается нехватка в Западной Европе священников, сейчас служит только один — протоиерей Христо в Лионе». В тот же день он был назначен правящим архиереем в Западно-Европейскую епархию с титулом «Лионский и Западно-Европейский».
22 мая 2012 года решением Архиерейцского Собора РПЦЗ(А) «с согласия правящего архиерея Западно-Европейской епархии» было учреждено в городе Аугсбурге (Германия) подворье Санкт-Петербургской епархии. Тогда же еп. Ириней докладывал о положении в епархии: «…в г. Лионе. Приход хорошо укомплектован священно- и церковнослужителями, хороший хор, регулярно проводятся богослужения, есть кандидаты в священство». Ириней (Клипенштейн) совершал в этом храме службы 3-4 раза в год, «при этом на месте разрешаются все накопившиеся к тому времени вопросы». 2 февраля 2012 года французский суд вынес решение в пользу общины РПЦЗ(А) о возвращении ей собора Архангела Михаила с приходским домом. «До сих пор, однако, представители МП отказываются освободить здание; члены нашей общины вынуждены молиться в домашних условиях. Сходная в чём-то ситуация наблюдается в г. Ментоне, близ Монако, где нам принадлежит храм, но служит в нём сербский священник Константинопольской юрисдикции. В Каннах храм юридически принадлежит не общине, а корпорации. Усилиями иподиакона Алексия Попова и протодиакона Германа Иванова Тринадцатого, большинство её членов на нашей стороне, но формально председателем продолжает оставаться еп. Варнава. <…> В Страсбурге на общину РПЦЗ подан анонимный иск от румынских священников, связанных с МП. После продолжительного рассмотрения иска суд лишил нас молитвенного помещения», но как отметил Ириней, «наша сторона имеет право инициировать судебный процесс и получить взамен равноценное помещение. <…> Требует восстановления приходская жизнь в Дармштадте, небольшие группы прихожан окормляются Владыкой в Женеве и различных городах Германии, в Норвегии сохраняет связь с правящим архиереем священник Алексий Тархов. В Бонне, где еп. Ириней проводит большую часть времени, существует община, службу пока приходится проводить в различных местах, но теоретически можно добиться получения молитвенного здания».
Решением французского суда от 6 июня 2013 года общине РПЦЗ(А) был передан храм Архангела Михаила в Каннах. Первое после передачи в юрисдикцию РПЦЗ(А) Всенощное бдение и Божественная Литургия в храме прошли 7 и 8 сентября 2013 года. Однако менее чем через год храм был потерян: 22 мая 2014 года на общем собрании ассоциации 11 голосами против 7 при 1 воздержавшемся община приняла решение перейти в юрисдикцию Западноевропейского экзархата русских приходов.
24 октября 2013 года епископ Ириней по собственному прошению был освобождён от управления западноевропейскими приходами (с оставлением в его ведении лишь общины в Бонне), а временное попечение о приходах возложено на митрополита Агафангела (Пашковского).
Чрезвычайный Архиерейский Собор от 25-27 ноября 2014 года поручил окормление Западно-Европейской епархии епископу Никону (Иосту).

## Современное положение
Согласно официальному сайту РПЦЗ(А), в настоящее время епархия насчитывает 3 прихода:
- Община Архистратига Михаила (Кёльн, Германия)
- Церковь святителя Николая Чудотворца (Лион, Франция)
- Община — название не указано (Страсбург, Франция)

## Управляющие
- Ириней (Клипенштейн) (16 июня 2010 — 17 сентября 2010) в/у, еп. Верненский и Семиреченский
- Ириней (Клипенштейн) (17 сентября 2010 — 24 октября 2013)
- Агафангел (Пашковский) (24 октября 2013 — 25 ноября 2014) в/у, первоиерарх РПЦЗ(А)
- Никон (Иост) (с 25 ноября 2014) в/у, еп. Ишимский